# Polyacanthorhynchidae
Famille
Les Polyacanthorhynchidae sont une famille d'acanthocéphales. Les  acanthocéphales sont des vers à tête épineuse, c'est-à-dire de petits animaux vermiformesés. Ils sont parasites de vertébrés et sont caractérisés par un proboscis rétractable portant des épines courbées en arrière qui leur permet de s'accrocher à la paroi intestinale de leurs hôtes.
Cette famille a été créée par Golvan en 1956.

## Liste des espèces
Cette famille ne comporte qu'un seul genre composé de 4 espèces :
- genre Polyacanthorhynchus Travassos, 1920
  - Polyacanthorhynchus caballeroi Diaz-Ungria et Gracia-Rodrigo, 1960
  - Polyacanthorhynchus kenyensis Schmidt & Canaris, 1967
  - Polyacanthorhynchus macrorhynchus (Diesing, 1851)
  - Polyacanthorhynchus rhopalorhynchus (Diesing, 1851)